# إبراهيم صالح شكر
إبراهيم صالح شكر  (1893-1944م) كاتب وصحافي، يعتبر من رواد الصحافة العراقية.

## ولادته
ان تاريخ الولادة المثبت في دفتر الخدمة وبخط يده هو 1896م، أما في جواز سفره، الذي سافر به إلى سوريا ولبنان وفلسطين وشرق الأردن ومصر، يذكر انه ولد سنة 1893م في بغداد منطقة باب الشيخ في محلة قهوة شكر.

## نسبه
هو إبراهيم بن أحمد صالح بن شكر الكُرْوي القيسي. وأمه اسمها أمينة.
وتنتسب عائلته إلى عشيرة الكروية العتيقة، وهي إحدى عشائر قبيلة قيس العدنانية العربية.

## السيرة
نشأ إبراهيم في كنف والده أحمد صالح شكر ووالدته أمينة، وفي محلة قهوة شكر، حيث كان والده مختاراً لها، وقد حرصا والداه على العناية به لكونه ابنهما الوحيد بعد ان فقدا أربعة أبناء قبله، حيث تركت ضفيرة شعره تنمو ولم تقص حتى بلغ الحادية عشر من عمره، وذلك لكي يلتحق في المدرسة.

## تعليمه
بدأ تعليمه بالكتاتيب فالتحق بكتاب الملا جمعة في جامع قهوة شكر، وتعلم فيها دروس في اللغة العربية والقرآن الكريم، ثم انتقل للدراسة في كتاتيب جوامع أخرى، فدرس على يد العلامة محمود شكري الآلوسي في جامع الحيدرخانة، ثم عند عبد الوهاب النائب في جامع الفضل وقد زامله في هذا الجامع عبد الكريم العلاف، وبعده انتقل إلى كتاب جامع العاقولية ليدرس على يد عبد الجليل آل جميل، ثم على يد نجم الدين الواعظ في جامع العادلية وزامله في هذا الجامع خالد القشطيني، وقد تلقى فيها كلها مباديء النحو والأجرومية والفقه والأدب والبلاغة والقرآن الكريم.

## الطاعون والاعتقال
وقبل ان يبلغ العشرين من عمره، اجتاح وباء الطاعون مدينة بغداد، واهلك الكثير من سكانها، وكان منهم ثلاثة من أفراد عائلته وهم والده ووالدته وجدته لامه، ولم يبقى معه إلا شقيقته الصغيرة زبيدة. 
وفي ليلة 3 تشرين الثاني 1915م، اعتقل مع ستين شاباً اخراً من قبل السلطات العثمانية، بعد ان قام شفيق بيك والي بغداد، باقناع قائد الجيش العثماني باعتقالهم لكونهم اثاروا ضغينته بسبب حماستهم وكفاحهم من أجل الأستقلال العربي، وتم نفيهم إلى الأناضول في تركيا وتم نقلهم بالقطار وتحت الحراسة إلى سامراء ثم على ظهر الحمير إلى الموصل، حيث كان هو من كلفه العثمانيون بنقل المنفين على ظهور الحمير من سامراء إلى الموصل، بعد ان استبدل المجلس العرفي العثماني لبعض المنفين بالنفي للموصل فقط، وهو كان منهم، حيث قضى أربعة شهور فيها، وكان يراسل بعض من أقربائه ببغداد لأرسال المال له لسد احتياجاته.

## مواصلة المسيرة
وعند عودته من المنفى وهو لايزال يرتدي العمة والجبة، اختاره أهل محلة قهوة شكر مختاراً لمحلتهم بدلاً عن والده، وهي المحلة التي سميت على اسم جده شكر. واشتهر بانه كان يقدم خدمات المختارية لاهالي محلته بدون مقابل، وكان يرفض الهدايا التي تقدم له، ومنها هدية قطعة ارض في لواء ديالى عرضت عليه من شخص مقابل توقيع المختار لتخليصه من دعوى قضائية مقامة ضده.

## عمله الصحافي
يعتبر عمل إبراهيم صالح شكر في جريدة بين النهرين، لصاحبها محمد كامل الطبقجه لي هو باكورة عمله الصحافي، حيث كان أول صدور لهذه الجريدة في 6 كانون الأول 1909م، واستمرت ثلاث سنوات، ثم في جريدة النوادر التي اصدرها محمود الوهيب عام 1911م، وكتب فيهما موضوعات أدبية، وقد أصبح إبراهيم صالح شكر محرراً في مجلة الرياحين التي اصدرها إبراهيم منيب الباجه جي في 25 نيسان 1913م، وقام إبراهيم صالح شكر وحده في نيسان 1913م، باصدار مجلة أدبية اسماها شمس المعارف، والتي صدر منها 18 عدداً.
وفي عام 1921م، ووحده أيضا اصدر مجلة شهرية اسماها جامعة الناشئة، مكرساً صفحاتها للأدب العراقي، وقد كتب فيها عدد من الادباء المعروفين منهم محمد رضا الشبيبي، وحسين البياتي، ومحمد بهجة الأثري، وعبد المسيح وزير، ورفائيل بطي، ومحمد الشماع، وسلمان الشيخ داود، وشكري الفضلي، ومحمد رؤوف الكواز، وعبد الحسين الأزري، ومحمود محمد، ونشرت شعراً لجميل صدقي الزهاوي، ومقالات لجبران خليل جبران، والمنفلوطي، وصدر منها ثلاثة أعداد قبل ان تعطلها الحكومة.
ولكنه في عام 1922م، عاد ليصدر الناشئة الجديدة، جريدة اسبوعية، بدلاً عنها، وبدأ فيها اولى كتاباته السياسية، وتعرضت للتعطيل عدة مرات، احداها بقرار شخصي منه، لتعرضه لحادث اعتداء مقابل بيت لنج في شارع الرشيد، قيل انه بتحريض من بعض السياسين. وفي 4 آيار 1924م، شارك رفائيل بطي في صدار جريدة الربيع، وعمل فيها رئيساً للتحرير، ولكن الحكومة عطلتها بعد العدد الأول. واشترك في الكتابة لجريدة الأدب التي اصدرها محمد باقر الحلي في 7 أيلول 1924م، وصدرت منها ثلاثة أعداد وتوقفت، ثم أعاد كامل السامرائي إصدارها في 6 شباط 1925م، واحتجبت واعدادها محفوظة في مكتبة المتحف العراقي، كما كاتب جريدة الفضيلة التي اصدرها عبد الرزاق الحسني عام 1925م، وجريدة التجدد لمحمود الملاح عام 1930م، واعداد الجريدتين موجودة في مكتبة المتحف العراقي أيضاً.

## معترك الصحافة السياسية

جريدة الزمان:العدد1، 11تموز 1927لصاحبها إبراهيم صالح شكر

دخل إبراهيم صالح شكر معترك الصحافة السياسية عندما اصدر بتارخ 11 تموز 1927م، جريدته الزمان الاسبوعية ولكنه كتب على صفحتها الأولى (يومية ادبية سياسية اجتماعية انتقادية)، وكان هو صاحبها ورئيس تحريرها، وهو أول من اصدر جريدة في العراق بهذا الاسم، وعاشت 44 عدداً، وتعطلت عدة مرات، مرة بقرار من حكومة جعفر العسكري، ومرة بقرار من حكومة عبد المحسن السعدون، ومرة بطلب من المندوب السامي البريطاني.
وفي الزمان شن حملته السياسية ضد الانتداب البريطاني، ومعاهداته، وأذناب الأنكليز في العراق. 
ودعا إلى حرية التعبير والصحافة، والتجنيد الإجباري، وطرد الاجانب من الوظائف العراقية، وناصر الطلبة المتظاهرين ضد زيارة الصهيوني الفرد موند. وانتقد المربي ساطع الحصري لجلبه مدرسين اجانب لتدريس مادتي الجغرافية والتاريخ، وطالب باستبدالهم بمدرسين عراقيين.
وكان إبراهيم صالح شكر قد رشح نفسه للمجلس النيابي في 30 آذار 1928م، عن منطقته باب الشيخ، وكانت تتم على مرحلتين، فاز في المرحلة الأولى، ولكن تدخلات الحكومة في المرحلة الثانية احبطت فوزه، ولم يكرر المحاولة بعد ذلك.
واستمر في عمله الصحافي وفي عام 1930م، كتب مقالات مجلة الوميض التي اصدرها لطفي بكر صدقي في 28 تشرين الأول 1930م، ثم أصبح رئيساً لتحرير جريدة الأماني القومية التي اصدرها عبد الوهاب محمود، ولم يصدر منها غير عددها الأول في 30 تشرين الأول 1931م، وعطلتها الحكومة.

## الوظائف التي شغلها
قضى إبراهيم صالح شكر في الوظيفة العامة لدى الحكومة العراقية بشكل عام 13 سنة و 28 يوماً، شغل خلال تلك الفترة الوظائف التالية:
- مدير تحريرات لواء الحلة 1924م.
- مدير تحريرات لواء بغداد 1925م.
- وكيل مدير ناحية شهربان 1925م.
- ثبت مديراً لناحية شهربان 1925م.
- مدير ناحية قزلرباط (السعدية حالياً) من 1925-1926م.
- مدير تحريرات لواء ديالى 1926-1927م.
- مدير تحريرات لواء بغداد 1930-1931م.
- مدير ناحية تكريت 1932م.
- مدير ناحية شهربان 1932-1933م.
- قائممقام قضاء شهربان 1933-1934م.
- قائممقام قضاء قلعة صالح 1934م.
- قائممقام قضاء الهاشمية 1935م.
- قائممقام قضاء الصويرة 1935م.
- ملاحظ المكتب الخاص بوزارة الداخلية 1935م.
- سكرتير المكتب الخاص بوزارة الداخلية 1935-1936 (كان رشيد عالي الكيلاني وزيراً للداخلية في حكومة ياسين الهاشمي).
- قائممقام قضاء سامراء 1936م.
- قائممقام قضاء خانقين 1936-1937م.
- قائممقام قضاء المحمودية 1937م.
- قائممقام قضاء الفلوجة 1937-1939م.
- قائممقام قضاء الكاظمية 1939-1940م.
- قائممقام قضاء خانقين (للمرة الثانية) 19140-1942م.
- قائممقام قضاء قلعة صالح (مرة ثانية) 1941م.[6]

## آثاره
- جريدة شمس المعارف (1913م).
- جريدة الناشئة الجديدة (1921م).
- جريدة الثغر (البصرة 1927م).
- جريدة الزمان (1927م).[7]

## وفاته
شعر إبراهيم صالح شكر بدنو اجله فكتب رسالة يرثي بها نفسه وجهها إلى صديقه في بيروت أمين نخلة، ويطلب منه ان يستعد لرثائه.
حيث ابتلى في سنواته الأخيرة بمرض السكري وداء السل، وقد اجتمعا وسارا به إلى الموت مساء 15 مايس 1944م، ووري الثرى في مقبرة الغزالي عن عمر ناهز الخمسون عاماً، ليسدل الستار على نابغة عاش بين المآسي والأحلام وحب الوطن وعشق الصحافة، تاركاً إرثاً من التراث والتأريخ للصحافة في العراق.

## روابط خارجية
- إبراهيم صالح شكر في موقع عراقيبيديا